# گمینا گرابوف ناد پروسنان
گمینا گرابوف ناد پروسنان (به لهستانی:  Gmina Grabów nad Prosną) یک گمینا در لهستان است که در شهرستان اوستژشوف واقع شده‌است. گمینا گرابوف ناد پروسنان ۱۲۳٫۵۵ کیلومتر مربع مساحت و ۷٬۸۳۷ نفر جمعیت دارد.